# Keats-Shelley House
La Keats-Shelley House (en français : Maison Keats-Shelley) est située au 26 Piazza di Spagna à Rome, en Italie. Il s'agit d'un musée consacré aux poètes romantiques britanniques John Keats et Percy Bysshe Shelley.

## Histoire
En novembre 1820, le poète anglais John Keats, qui se meurt de tuberculose, vient à Rome à l'instigation d'amis et de médecins qui espèrent que le climat plus chaud puisse améliorer sa santé. Il est accompagné par une connaissance, l'artiste Joseph Severn, qui le soigne et veille sur lui jusqu'à sa mort, à vingt-cinq ans, le 23 février 1821, dans cette maison.
Les murs sont d'abord grattés et tout objet restant dans la chambre est immédiatement brûlé après la mort du poète, conformément aux lois sur la santé, alors en vigueur à Rome.
L'achat et la restauration de l'appartement de deux pièces, dans lequel Keats a passé ses derniers jours, commence en 1903, à l'initiative du poète américain Robert Underwood Johnson. Soutenu par des représentants américains, anglais et italiens, la maison est achetée en fin 1906 et consacrée, le 3 avril 1909, à l'association mémoriale Keats-Shelley. Les deux-pièces sont alors connues en tant que maison Keats-Shelley.
Durant la Seconde Guerre mondiale, la maison Keats-Shelley passe dans la clandestinité, surtout à partir de 1943, afin de préserver son précieux contenu et éviter qu'il tombe dans les mains de l'Allemagne nazie et qu'il soit très probablement et délibérément détruit. Les marques extérieures du musée sont retirées du bâtiment. Bien que les 10 000 ouvrages de la bibliothèque ne sont pas enlevés, deux caisses d’artéfacts et souvenirs de Keats et Shelley, sont envoyées à l'abbaye de Monte Cassino en décembre 1942 pour y être entreposés. En octobre 1943, l'archiviste de l'abbaye, regroupe les deux caisses, non marquées, avec ses biens personnels, afin qu'ils puissent être enlevés lors de l'évacuation de l'abbaye et afin qu'elles ne tombent pas entre les mains des Allemands. Les objets sont récupérés par le conservateur du musée et retournent à la maison Keats-Shelley, où les caisses sont rouvertes, en juin 1944, à l'arrivée des forces alliées à Rome.

## Collection
Le musée présente une grande collection de souvenirs, de lettres, de manuscrits, de peintures relatives à Keats et Shelley, ainsi que Lord Byron, William Wordsworth, Robert Browning, Elizabeth Barrett Browning, Oscar Wilde et d' autres. Elle dispose d'une bibliothèque spécialisée dans la littérature romantique, qui compte plus de 8 000 ouvrages.

## Divers
Le musée se trouve au deuxième étage de la bâtisse, située juste au départ de l'escalier espagnol (en italien : Scalinata di Trinità dei Monti) qui conduit de la Piazza di Spagna à la Piazza et l'église di Trinità dei Monti.
Le bâtiment du 26, Piazza di Spagna a été rénové dans le cadre du projet de construction de la place, en 1724-1725. Le projet a été conçu par Francesco de Sanctis, qui voulait encadrer les escaliers avec deux bâtiments identiques, de part et d'autre.

## Source de la traduction
- (en) Cet article est partiellement ou en totalité issu de l’article de Wikipédia en anglais intitulé « Keats-Shelley Memorial House » (voir la liste des auteurs).